# 桑原貞己
桑原 貞己（くわはら さだみ、1951年7月26日 - ）は、福井放送 (FBC) のラジオパーソナリティ。元同局のアナウンサー。福井県鯖江市出身。

## 担当番組
- おじゃましま〜す
- こんにちはFUKUIアフタヌーンワイド
- さわやかFUKUIモーニングワイド
- 桑原貞己の週刊のべつまくな誌
- FBCラジオ土曜スペシャル - 不定期パーソナリティ
- 土曜の朝は陽気にいこう！[1]
- どぉ〜ンと土曜日 - 週替わりパーソナリティ（2006年4月 - 2007年3月）
- 土曜だよそれ行け！ピアピア大行進
- 今夜はシャベリタクないと...〜でも、ときどきユウコといっぱい〜
- 情熱Night! - 木曜パーソナリティ
- 午後はとことん よろず屋ラジオ - 木曜パーソナリティ（2013年4月 - 2018年3月）[2][3]
- 桑原貞己の青春BOX - パーソナリティ（2018年4月 - ）[4]

## イベント司会
- 鯖江かたかみ春たんぼ（毎年4月29日開催） - 第2回から担当[5]。